# Bijele Poljane
Bijele Poljane (cyr. Бијеле Пољане) – wieś w Czarnogórze, w gminie Cetynia. W 2011 roku liczyła 16 mieszkańców.